# Турция на зимних Олимпийских играх 2006
Турцию на Олимпийских играх 2006 представляли 6 спортсменов в трёх видах спорта. Ни одной медали турецким спортсменам на этих Играх завоевать не удалось.

## Горнолыжный спорт
| Спортсмен    | Дисциплина                  | Время           | Время           | Время           | Время           | Время           |
| Спортсмен    | Дисциплина                  | Попытка 1       | Попытка 2       | Попытка 3       | Сумма           | Место           |
| ------------ | --------------------------- | --------------- | --------------- | --------------- | --------------- | --------------- |
| Хамит Саре   | Гигантский слалом — мужчины | 1:52.13         | Не стартовал    | Не стартовал    | Не стартовал    | Не стартовал    |
| Хамит Саре   | Слалом — мужчины            | 1:07.57         | 1:01.56         | n/a             | 2:09.13         | 40              |
| Дайгу Улусой | Гигантский слалом — женщины | 1:11.43         | 1:19.38         | n/a             | 2:30.81         | 37              |
| Дайгу Улусой | Слалом — женщины            | Не финишировала | Не финишировала | Не финишировала | Не финишировала | Не финишировала |

## Лыжные гонки

### Дистанции
| Спортсмен            | Дисциплина                                 | Результат       | Результат       |
| Спортсмен            | Дисциплина                                 | Время           | Место           |
| -------------------- | ------------------------------------------ | --------------- | --------------- |
| Келиме Айдын         | 10 км (классический стиль) — женщины       | 31:47.1         | 52              |
| Келиме Айдын         | 15 км (дуатлон, 7,5 км + 7,5 км) — женщины | Не финишировала | Не финишировала |
| Келиме Айдын         | 30 км (свободный стиль) — женщины          | 1:34:07.2       | 49              |
| Мухаммет Кизиларслан | 15 км (классический стиль) — мужчины       | 45:06.8         | 74              |
| Себахаттин Оглаго    | 15 км (классический стиль) — мужчины       | 42:18.9         | 55              |
| Себахаттин Оглаго    | 30 км (дуатлон, 15 км + 15 км) — мужчины   | 1:28:03.8       | 65              |
| Себахаттин Оглаго    | 50 км (свободный стиль)                    | Не финишировал  | Не финишировал  |

### Спринт
| Спортсмен                              | Соревнование             | Квалификация | Квалификация | Четвертьфинал | Четвертьфинал | Полуфинал | Полуфинал | Финал     | Финал |
| Спортсмен                              | Соревнование             | Время        | Место        | Время         | Место         | Время     | Место     | Время     | Место |
| -------------------------------------- | ------------------------ | ------------ | ------------ | ------------- | ------------- | --------- | --------- | --------- | ----- |
| Келиме Айдын                           | женский спринт           | 2:33.33      | 63           | Не прошла     | Не прошла     | Не прошла | Не прошла | Не прошла | 63    |
| Мухаммет Кизиларслан                   | мужской спринт           | 2:28.94      | 64           | Не прошёл     | Не прошёл     | Не прошёл | Не прошёл | Не прошёл | 64    |
| Себахаттин Оглаго                      | мужской спринт           | 2:31.10      | 67           | Не прошёл     | Не прошёл     | Не прошёл | Не прошёл | Не прошёл | 67    |
| Мухаммет Кизиларслан Себахаттин Оглаго | мужской командный спринт | —            | —            | —             | —             | 19:46.5   | 12        | Не прошли | 22    |

## Фигурное катание
Туба Карадемир стала первой фигуристкой в истории турецкого фигурного катания принявшей участие в Олимпийских играх.
| Спортсмен      | Соревнование | SP    | SP    | FS    | FS    | Результат | Результат |
| Спортсмен      | Соревнование | Баллы | Место | Баллы | Место | Баллы     | Место     |
| -------------- | ------------ | ----- | ----- | ----- | ----- | --------- | --------- |
| Туба Карадемир | Женщины      | 44.20 | 22 Q  | 79.44 | 21    | 123.64    | 21        |